# Mikel Arruabarrena
Mikel Arruabarrena Aranbide (Tolosa, Guipúzcoa, País Vasco, España, 9 de febrero de 1983) es exfutbolista y entrenador español.

## Trayectoria

### Como futbolista

#### Inicios
Mikel llegó a la cantera del Athletic Club en 1999, procedente del Tolosa Club de Fútbol, con sólo 16 años. Tras pasar tres temporadas como juvenil en Lezama, promocionó al Club Deportivo Basconia de Tercera División. En el segundo filial del Athletic logró cinco tantos que le sirvieron para ascender al Bilbao Athletic de Segunda División B. En su segunda temporada en el Bilbao Athletic logró quince goles, que le convirtieron en el máximo goleador del filial. Sin embargo, no le sirvió para dar el salto al primer equipo rojiblanco que decidió apostar por Fernando Llorente.
En 2005 fichó por el Club Atlético Osasuna, que le encuadró en su equipo filial, el Osasuna Promesas de Segunda División B. En esta categoría volvió a ser el máximo goleador del equipo una temporada más, con 12 goles. En aquel Osasuna B coincidió con jugadores como Javi Martínez, Nacho Monreal, Kike Sola u Oier Sanjurjo, con Cuco Ziganda como entrenador; siendo el delantero centro de aquel equipo. Al igual que el año anterior, no consiguió dar el salto al primer equipo por lo que el cuadro rojillo decidió cederle al Xerez CD.
Tras una cesión poco fructífera, el 9 de agosto de 2007 firmó libre con el C. D. Tenerife. En el cuadro canario tampoco consiguió ganarse un hueco en el once titular así que se marchó tras sólo una temporada en el club. 
En junio de 2008 firmó tres temporadas por el Legia de Varsovia de la Primera División de Polonia. Se dio la circunstancia de que el club polaco decidió no incorporar ese mismo verano a un joven Robert Lewandowski porque ya contaba con el delantero guipuzcoano. Sin embargo, Mikel apenas jugó diez encuentros sin llegar a anotar ningún gol.

#### S. D. Eibar
En enero de 2009 fue cedido a la S. D. Eibar, que se encontraba en Segunda División. Tras el descenso de categoría del Eibar, firmó definitivamente con el cuadro armero en verano de 2009. A pesar de una buena temporada con siete goles, fue cedido al C. D. Leganés para la campaña 2010-11. En el cuadro madrileño logró veintidós tantos, siendo el máximo goleador del grupo primero de Segunda B con 21 goles. A su regreso al cuadro eibarrés se convirtió en una pieza clave en los dos ascensos consecutivos de las temporadas 2012-13 y 2013-14. Además, con su gol de penalti al Athletic en San Mamés (1-1), en la vuelta de la eliminatoria de Copa del Rey 2012-13, permitió la clasificación del cuadro armero a la siguiente ronda. En esas dos campañas anotó dieciséis y siete goles, respectivamente.
El 24 de agosto de 2014 debutó como titular en Primera División en un triunfo ante la Real Sociedad por 1 a 0. Justo un mes después consiguió su primer gol en Liga en un empate ante el Villarreal. Acabó su primera campaña en la élite del fútbol español como máximo goleador del equipo con nueve tantos. Sin embargo, en la siguiente campaña apenas contó con oportunidades, con la llegada del nuevo entrenador José Luis Mendililbar, por lo que fue cedido a la S. D. Huesca en enero de 2016.
En julio de 2016 rescindió su contrato con el cuadro armero después de siete años en el club.

#### Últimos años
En agosto de 2016 emprendió una nueva aventura en el extranjero al firmar por el AEL Limassol de Chipre. En el cuadro chipriota logró diecinueve goles durante año y medio, momento en el cual decidió regresar a España.

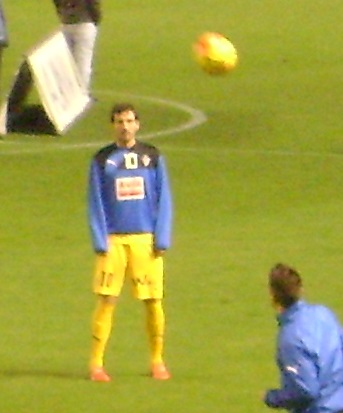
Arruabarrena durante su etapa en el Eibar.

El 22 de enero de 2018 se hizo oficial su fichaje por el CF Fuenlabrada para reforzar al equipo madrileño, que marchaba líder de Segunda B.
El 13 de agosto de 2018 firmó por el Pontevedra CF, tras rescindir su contrato con el cuadro madrileño.

### Como entrenador
En mayo de 2020 se convirtió en nuevo entrenador del Tolosa Club de Fútbol de la Tercera División, cargo que compaginaría con el de coordinador de fútbol de rendimiento.En junio de 2023 se incorporó como entrenador de la SD Beasáin.

## Clubes
| Club                   | País    | Año       |
| ---------------------- | ------- | --------- |
| C. D. Basconia         | España  | 2002-2003 |
| Bilbao Athletic        | España  | 2003-2005 |
| C. A. Osasuna "B"      | España  | 2005-2007 |
| Xerez C. D. (cedido)   | España  | 2006-2007 |
| C. D. Tenerife         | España  | 2007-2008 |
| Legia de Varsovia      | Polonia | 2008      |
| S. D. Eibar            | España  | 2009-2016 |
| C. D. Leganés (cedido) | España  | 2010-2011 |
| S. D. Huesca (cedido)  | España  | 2016      |
| AEL Limassol FC        | Chipre  | 2016-2018 |
| C.F. Fuenlabrada       | España  | 2018      |
| Pontevedra C.F.        | España  | 2018-2019 |